# II Liceum Ogólnokształcące im. Gabriela Narutowicza w Łodzi
II Liceum Ogólnokształcące im. Gabriela Narutowicza w Łodzi – liceum ogólnokształcące wywodzące swoje korzenie od powstałego w 1904 r. Prywatnego Progimnazjum Męskiego Józefa Radwańskiego.

## Historia
Historia liceum zaczyna się w 1904 roku, kiedy na podstawie pozwolenia ówczesnego Ministerstwa Oświaty powstała Prywatna Męska Szkoła Józefa Radwańskiego. Była to 2-klasowa placówka przygotowująca młodzież do podjęcia nauki w szkołach średnich. Dwa lata później – 1 października 1906 – na fali złagodzenia antypolskiej polityki oświatowej rosyjskiego zaborcy, szkołę przekształcono w Prywatne Progimnazjum Męskie Filologiczne J. Radwańskiego z kursem 4 klas niższych realizujących program rządowego gimnazjum. Szkoła jako pierwsza placówka oświatowa w Łodzi uzyskała zezwolenie na wprowadzenie polskiego języka wykładowego, oprócz nauki języka rosyjskiego, historii i geografii, i dlatego była znana jako Progimnazjum Polskie Radwańskiego. 27 listopada 1917 szkoła została przekształcona w pełne ośmioletnie gimnazjum.
W odrodzonej Polsce szkoła zmieniła właściciela i jako Męskie Gimnazjum Klasyczne Kazimierza Tomaszewskiego działała bardzo aktywnie na łódzkim polu oświatowym. Nic więc dziwnego, że w 1929 roku szkołę upaństwowiono i nadano jej nazwę Państwowe Gimnazjum im. Pierwszego Prezydenta Rzeczypospolitej Gabriela Narutowicza w Łodzi. Kilka lat później przekazano jej obszerny budynek po Izbie Przemysłowo-Handlowej przy ul. Targowej 63. Był to kolejny okres świetności w dziejach „dwójki”, który został brutalnie przerwany przez wybuch drugiej wojny światowej. Uczniowie i nauczyciele szkoły potwierdzili swój patriotyzm na wszystkich frontach tej wojny.
Po II wojnie światowej szkoła szybko wznowiła działalność jako II Liceum Ogólnokształcące im. Gabriela Narutowicza. W 1956 r. została przekształcona ze szkoły męskiej w placówkę koedukacyjną. Połowa lat sześćdziesiątych to szczególny okres w dziejach szkoły. W 1964 roku z okazji 60-lecia „dwójki” odbył się zjazd jej absolwentów i wychowanków. Miał on swój symboliczny wymiar, ponieważ po raz ostatni odbył się w przedwojennym budynku szkoły przy ul. Targowej. Rok szkolny 1965/1966 został zainaugurowany już w budynku „tysiąclatki” przy ul. Nowej 11/13. W nowej siedzibie szkoła rozwijała się i dbała o tradycje – w 1984 roku, podczas kolejnego zjazdu absolwentów szkoły, odsłonięto pomnik jej patrona, prezydenta Gabriela Narutowicza. Łącząc tradycję z wyzwaniami nowoczesności II Liceum Ogólnokształcące im. Gabriela Narutowicza w Łodzi wkroczyło w XXI wiek i bardzo uroczyście obchodziła 100-lecie swojego istnienia.

## Gmach szkoły
W ponad stuletniej historii szkoła wielokrotnie zmieniała swą siedzibę. Pierwszą siedzibą była czynszowa kamienica przy ul. Cegielnianej 11 (obecnie ulica Jaracza). Wynajmowaną na potrzeby szkoły część budynku zaadaptowano do potrzeb szkolnych. Jednak warunki były niezbyt sprzyjające efektywnej pracy dydaktycznej i kolejną siedzibą stał się budynek przy ul. Zawadzkiej 9 (obecnie ulica Próchnika), w którym na potrzeby szkoły wynajęto trzy piętra i wydzieloną część podwórka. Szkoła została następnie przeniesiona do pomieszczeń w jednej z famuł wybudowanych przez I. K. Poznańskiego przy ul. Ogrodowej. Szkoła zajmowała tam dwa piętra od podwórka i chociaż warunki nauki uległy polepszeniu, to nadal nie były optymalne. W 1933 szkołę przeniesiono na ul. Targową 63. W połowie lat sześćdziesiątych nastąpiła kolejna zmiana siedziby szkoły i uczniowie „dwójki” musieli opuścić swój przedwojenny budynek. Zadecydowało o tym sąsiedztwo z Wyższą Szkołą Filmową, trudne warunki lokalowe tej uczelni spowodowały, że przekazano jej cały kompleks zajmowany dotychczas przez liceum. Rozpoczęcie nowego roku szkolnego w 1965 roku miało miejsce już w budynku przy ul. Nowej 11/13. Ówczesne władze, łącząc oddanie budynku z uroczystością w skali miasta oraz przeznaczając znaczne środki finansowe na wyposażenie placówki, chciały zapewnić o swoim uznaniu dla szkoły, wyrażonym przekazaniem jej nowego gmachu. Nowy, nowoczesny budynek zastąpił stary, przedwojenny.

## Patron szkoły
23 sierpnia 1929 r. Minister Wyznań Religijnych i Oświecenia Publicznego nadał szkole nazwę „Państwowe Gimnazjum im. Pierwszego Prezydenta Rzeczypospolitej, Gabriela Narutowicza w Łodzi”. W 6. rocznicę śmierci pierwszego prezydenta RP – 16 grudnia 1982 roku – wmurowano akt erekcyjny w fundament pomnika, który „wzniesiony dla uczczenia pamięci Gabriela Narutowicza, niech przypomina następnym pokoleniom wychowanków szkoły postać wielkiego Polaka”.

## Kalendarium szkoły
- 1904 – Józef Radwański został właścicielem szkoły przy ul. Cegielnianej 11.
- 1 X 1906 – szkoła przekształcona w czteroklasowe Prywatne Progimnazjum Męskie Filologiczne.
- 27 XI 1917 – szkoła została przekształcona w pełne ośmioletnie gimnazjum.
- 1 III 1918 – odszedł dotychczasowy właściciel szkoły, Józef Radwański; nowym właścicielem szkoły został nauczyciel matematyki Kazimierz Tomaszewski.
- 23 VIII 1929 – szkoła została upaństwowiona i otrzymała nazwę: Państwowe Gimnazjum im. Pierwszego Prezydenta Rzeczypospolitej Gabriela Narutowicza.
- 1 IX 1933 – przeniesienie szkoły do budynku przy ul. Targowej 63.
- 1939 – 1945 – okupacyjna przerwa w działalności szkoły
- 1 II 1945 - wznowiono działalność po II wojnie światowej; 1. powojenny dyrektor – Norbert Filutowicz, przedwojenny nauczyciel szkoły.
- VI 1948 – pierwsza powojenna matura
- 1 IX 1956 – przekształcenie szkoły z męskiej w koedukacyjną na podstawie zarządzenia Ministerstwa Oświaty
- 11 IV 1964 – I Zjazd Absolwentów i Wychowanków, który ufundował sztandar szkoły, portret patrona szkoły i tablicę pamiątkową poświęconą „Pamięci profesorów i wychowanków poległych w czasie wojny i okupacji”.
- 1 IX 1965 – szkoła została przeniesiona do nowego budynku „tysiąclatki” przy ulicy Nowej 11/13.
- 14 XII 1972 – odsłonięcie tablicy pamiątkowej z okazji 50. rocznicy śmierci patrona szkoły – prezydenta RP Gabriela Narutowicza.
- 17 IX 1974 – minister Oświaty i Wychowania odznaczył szkołę Medalem Pamiątkowym Komisji Edukacji Narodowej.
- 18 IV 1980 – II Zjazd Absolwentów i Wychowanków szkoły z okazji 75 rocznicy jej powstania; w trakcie zjazdu szkoła została wyróżniona Honorową Odznaką Miasta Łodzi.
- 5 V 1984 – III Zjazd Absolwentów połączony z odsłonięciem pomnika patrona szkoły, Gabriela Narutowicza.
- 1 IX 1984 – dyrektorem szkoły zostaje mgr Jadwiga Sadłocha.
- 1 VI 1995 – IV zjazd Absolwentów i Wychowanków II Liceum Ogólnokształcącego im. Gabriela Narutowicza.
- 1 XII 1996 – dyrektorem szkoły zostaje mgr Dariusz Jędrasiak.
- 15 V 1998 – V Zjazd Absolwentów i Wychowanków Szkoły z okazji 50-lecia matury-rocznik 1948.
- 12 VI 1999 – VI Zjazd Absolwentów i Wychowanków Szkoły z okazji 95 rocznicy jej powstania.
- 1 IX 2003 – po raz pierwszy przyjęci zostali uczniowie do trzyletniego liceum.
- V 2004 – po raz ostatni zdają maturę absolwenci czteroletniego liceum.
- 4-5 VI 2004 – VII Zjazd Absolwentów i Wychowanków Szkoły z okazji 100-rocznicy jej powstania
- V 2005 – po raz pierwszy zdają maturę w nowej formule absolwenci trzyletniego liceum.
- I 2006 – dyrektorem szkoły zostaje mgr Jadwiga Bielecka.
- 1 X 2007 – dyrektorem szkoły zostaje mgr Jadwiga Ochocka.
- 17 X 2009 – VIII Zjazd Absolwentów i Wychowanków Szkoły z okazji 105-lecia jej powstania
- 12 XI 2013 odsłonięcie tablicy pamiątkowej mjr Eugeniusza Kaszyńskiego, ps. „Nurt”, absolwenta szkoły w 1931 r.; dowódcy Świętokrzyskiego Zgrupowania Partyzanckiego „Ponury”[2]

## Dyrektorzy
- Józef Radwański – 1904–1918
- Kazimierz Tomaszewski 1918–1923
- Ignacy Roliński – 1923–1929[3]
- Rajmund Bromirski – 1929–1931
- ks. Józef Orłowski – 1931
- Fabrycy [?] – 1931–1932
- Celestyn Dobrzański – 1932–1935
- Hieronim Urban – 1935–1939
- Edward Mierzwa – 1939
- Norbert Filutowicz – 1945–1962
- Genowefa Adamczewska – 1962–1966[4]
- Marian Strobin – 1966–1967[5]
- Bożena Burawska – 1967–1978
- Wiesława Małkiewicz – 1978–1984
- Jadwiga Sadłocha – 1984–1996
- Dariusz Jędrasiak – 1996–2006
- Jadwiga Bielecka – 2006–2007
- Jadwiga Ochocka – 2007–2022
- Dariusz Jędrasiak – od 2022

## Znani nauczyciele
- Genowefa Adamczewska – nauczycielka i dyrektorka szkoły[3]
- Benedykt Halicz – biolog
- Ignacy Roliński – nauczyciel i wykładowca akademicki
- Józef Roman – poseł na sejm[6]

## Znani uczniowie
- Jerzy Urban – dziennikarz, publicysta, satyryk, polityk

## Znani absolwenci
- Rajmund Ambroziak[7] – polski pianista, kameralista
- Krzysztof Baranowski – polski historyk
- Janusz Karol Barański – animator kultury, harcmistrz, księgarz
- Feridun Erol[8] – polski reżyser filmowy i scenarzysta
- Piotr Hertel[9] – kompozytor hymnu szkoły
- Bolesław Hochlinger – polski malarz[10]
- Wiesław Kaczmarek – polski dziennikarz sportowy oraz poseł Krajowej Rady Narodowej
- Eugeniusz Kaszyński ps. „Nurt” – dowódca Świętokrzyskich Zgrupowań AK „Ponury” i d-ca 2 pp Legionów AK
- Juliusz Kulesza – polski grafik i pisarz, strzelec, uczestnik powstania warszawskiego, kapitan Wojska Polskiego
- Jerzy Kosiński[11] – pisarz anglojęzyczny
- Czesław Pustelnik – technolog papiernictwa, profesor Politechniki Łódzkiej
- Tadeusz Ross[12]– aktor, satyryk, piosenkarz
- Piotr Rajczyk – dziennikarz, rysownik satyryczny[13]
- Bartosz Smoczyński – drukarz, grafik, projektant książek[14]
- Piotr Smolewski – lekarz hematolog[15]
- Jerzy Spychała – duchowny i muzealnik
- Mieczysław Syska – starosta powiatowy, podporucznik
- Jan Jacek Sztaudynger – polski ekonomista, syn Jana Sztaudyngera
- Witold Szwedkowski – działacz społeczny, poeta[13]
- Jan Waszczyński – prawnik[16]
- Marta Wiśniewska (Mandaryna)[17] – instruktorka tańca, wokalistka muzyki tanecznej